# Padergnone
Padergnone é uma comuna italiana da região do Trentino-Alto Ádige, província de Trento, com cerca de 581 habitantes. Estende-se por uma área de 3 km², tendo uma densidade populacional de 194 hab/km². Faz fronteira com Trento, Vezzano, Calavino.